# Charles-François Baillargeon
Pour les articles homonymes, voir Baillargeon.
Charles-François Baillargeon, né le 25 avril 1798 à l'île aux Grues et décédé le 13 octobre 1870 à Québec, est un ecclésiastique canadien. Il est archevêque de Québec de 1867 à 1870.

## Biographie
Né le 25 avril 1798 à l'île aux Grues, il fut ordonné prêtre le 1er juin 1822, par Joseph-Octave Plessis. Après avoir exercé le ministère en qualité de chapelain à l'église de Saint-Roch de Québec, il fut nommé en 1826 curé de Saint-François-de-l'Île-d'Orléans, et l'année suivante, chargé des cures de L'Ange-Gardien et du Château-Richer. Nommé curé de Québec en 1831, il occupa ce poste jusqu'au 16 mai 1850. 
À cette époque, il partit pour Rome, en qualité d'agent, de procureur et de vicaire général de l'archevêque et des évêques de la province de Québec. Élu en octobre 1850 coadjuteur de l'archevêque de Québec, il reçut à Rome, le 14 janvier 1851, les bulles qui le nommaient évêque de Tlos (de) in partibus, et, le 23 février suivant, il reçut la consécration épiscopale dans l'église des Lazaristes, des mains du cardinal Fransoni, préfet de la Propagande, assisté de John Joseph Hughes (en), archevêque de New-York, et de Eugène de Mazenod, évêque de Marseille. 
Il était de retour à Québec le 1er juin 1851, et prit l'administration de l'archidiocèse le 11 avril 1855. Il entreprit un second voyage à Rome en 1862, pour assister aux grandes fêtes de la canonisation des martyrs du Japon, et, à cette occasion, il fut nommé assistant au trône pontifical, et reçut de Pie IX le titre de comte romain. Le 28 août 1867, il prit possession du siège archiépiscopal de Québec, et reçut le pallium le 2 février 1868, qui lui fut remis par Charles La Rocque, évêque de Saint-Hyacinthe. Il décéda le 13 octobre 1870 à Québec ville à l'âge de 72 ans.

## Succession apostolique
Charles-François Baillargeon a ordonné les évêques suivants :
- Évêque Edward John Horan (1858)
- Évêque Charles LaRocque (1866)
- Évêque Louis-François Richer dit Laflèche (1867)
- Archevêque Jean-Pierre-François Laforce Langevin (1867)
- Archevêque John Walsh (1867)